# أليكس ايفانوف
أليكس ايفانوف (بالإنجليزية: Alex Ivanov) هو لاعب كرة قدم أمريكي في مركز حراسة المرمى، ولد في 1992 في سترونغسفيل في الولايات المتحدة. لعب مع Ohio State Buckeyes men's soccer ‏.

## وصلات خارجية
- أليكس ايفانوف على موقع Soccerway.com (الإنجليزية)